# Salvador Jorge Blanco
Pour les articles homonymes, voir Blanco.
Cet article possède un paronyme, voir Jorge Blanco.
Salvador Jorge Blanco (né le 5 juillet 1926 - mort le 26 décembre 2010) est un homme d'État dominicain, qui fut le 48e président de la République dominicaine de 1982 à 1986.

## Biographie
Avocat et écrivain, il commence sa carrière politique au sein de l'Unión Cívica de Santiago en 1963. Il rejoint le PRD en 1964.
Il est élu président de la République dominicaine le 16 mai 1982 avec 47 % des votes (contre 39 % pour Balaguer et 10 % pour Juan Bosch).
Le 4 juillet 1982, à peine 12 jours avant qu'il ne prenne possession du bureau de la Présidence, Antonio Guzmán, le Président sortant, se suicide d'une balle dans la tête, dans son bureau du Palais Présidentiel (Santo Domingo).
En 1984, pour sortir le pays de la crise économique galopante, il se tourne vers le Fonds monétaire international (FMI), qui exige des mesures d'austérité en échange d'un prêt de trois ans. Ces mesures, y compris les augmentations de prix de la nourriture et de l'essence, causent en 1984 et 1985 des émeutes de protestation  dans toute la nation (70 morts le 23 et 24 avril 1984)
En 1988, Jorge Blanco est reconnu coupable de corruption pendant ses années à la présidence.
Le 25 novembre 2010, l'ex-président est emmené aux urgences, après être tombé de son lit et s'être cogné la tête, provoquant une lourde hémorragie interne. Au petit matin du 26 décembre 2010, il est décédé après avoir été dans le coma pendant 37 jours.